# Steward Observatory
Das Steward Observatory ist die astronomische Forschungseinrichtung der University of Arizona, in enger Verbindung mit ihrem Astronomie-Departement. Das 1916 gegründete Observatorium hat seine Hauptstelle auf dem Campus der Universität in Tucson. Dort befinden sich auch die Forschungseinrichtungen der Vatikanischen Sternwarte.
Das Steward Observatory ist an Teleskopen auf mehreren bodengebundenen Observatorien beteiligt:
- Mount Graham: 2 × 8,4 m Large Binocular Telescope, 1,8-m-VATT mit der Vatikanischen Sternwarte, 10-m-Heinrich-Hertz-Teleskop
- Mount Hopkins: 6,5-m-"Multiple Mirror Telescope"
- Las-Campanas-Observatorium: 2 × 6,5-m-Magellan-Teleskope
- Kitt Peak: 12-m-Radioteleskop, 2,3-m-Bok-Teleskop, 1,8-m- und 0,9-m-Spacewatch-Teleskope, 0,6-m-Super-LOTIS
- Mount Lemmon: 1,52- und 1,0-m-Teleskope
- Catalina Station (Mount Bigelow): 1,55-m- und 0,5-m-Teleskope

Das 'Steward Observatory Mirror Laboratory' stellt Teleskopspiegel bis zu 8,4 m Durchmesser her, zurzeit für das Large Synoptic Survey Telescope und das geplante Giant Magellan Telescope mit sieben 8,4-m-Spiegeln.
Das Steward Observatory war oder ist an der Entwicklung von Instrumenten für die Weltraumteleskope IRAS, HST, Spitzer, JWST beteiligt.